# Brestov, Humenné
Brestov este o comună slovacă, aflată în districtul Humenné din regiunea Prešov. Localitatea se află la altitudinea de 212 m deasupra n.m., se întinde pe o suprafață de 10,12 km2 și în 2017 număra 611 locuitori. Se învecinează cu comuna Humenné.

## Istoric
Localitatea Brestov este atestată documentar din 1567.

## Demografie
| An:                | 1994 | 2004   | 2014   | 2024   |
| ------------------ | ---- | ------ | ------ | ------ |
| Număr de persoane: | 501  | 546    | 599    | 569    |
| Diferență:         |      | +8,98% | +9,70% | −5,00% |

| An:                | 2023 | 2024   |
| ------------------ | ---- | ------ |
| Număr de persoane: | 580  | 569    |
| Diferență:         |      | −1,89% |